# Lac Trillium
Le lac Trillium, en anglais Trillium Lake, est un lac de l'Oregon, aux États-Unis. Formé par un barrage, il se trouve au sud-ouest du mont Hood.
Il tire son nom du genre de plantes Trillium présent dans la région.

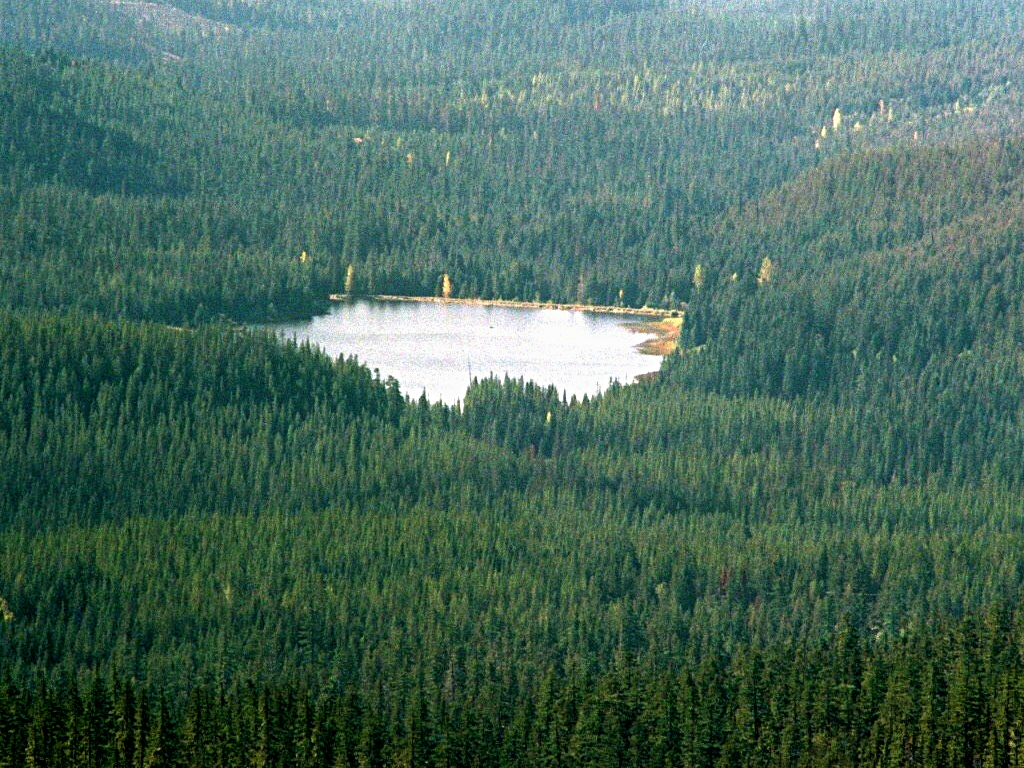
Vue du lac Trillium et de son barrage depuis les hauteurs environnantes au nord.